# بارع بغدادی
حسین بن محمد بَدری با کُنیهٔ ابوعلی، شهرت‌یافته به بارعِ بغدادی (۲۲ ژوئن ۱۰۵۱ - ۱۷ فوریه ۱۱۴۰م) (نسب: حسین بن محمد بن عبدالوهّاب بن احمد) قاری، زبان‌شناس، ادیب و شاعر عربی عراقی بود. شهرت‌یافتنش به بَدری از برای انتسابش به محلهٔ بدریّهٔ بغداد بوده‌است. او در بغداد در ۱۰ صفر ۴۴۳ق زاده شد. سپس همانجا علوم قرآنی و حدیث آموخت و در قرائت سرآمد شد. بارع بغدادی در پایان عمر نابینا گشت و در ۲۷ جمادی‌الثانی ۵۳۴ق درگذشت.